# Théorie de la balle unique
La théorie de la balle unique (en anglais : « Single-bullet theory »), également appelée « théorie de la balle magique » par ses détracteurs, est un des éléments fondant les conclusions de la commission Warren relatives à la culpabilité d'un assassin unique dans l'assassinat du président Kennedy.

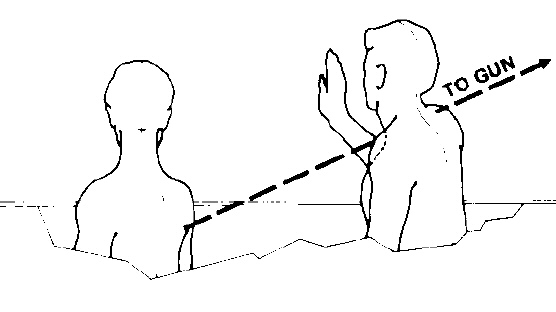
La trajectoire de la balle unique selon le House Select Committee on Assassinations.

La théorie a pour la première fois été émise par Arlen Specter, collaborateur de la commission Warren (il deviendra plus tard sénateur des États-Unis). Elle postule qu'une balle unique, identifiée comme « Pièce à conviction 399 de la commission Warren » (ou CE399), a causé l'ensemble des blessures non fatales subies par le président John Kennedy et par le gouverneur John Connally au cours de l'assassinat du président.
La théorie est importante parce que les deux hommes semblent avoir été blessés en même temps ou en tout cas dans un espace de temps insuffisant pour qu'un tireur unique, compte tenu du type d'arme (carabine à verrou), puisse tirer deux fois. Le House Select Committee on Assassinations (HSCA) de 1979 confirme la plausibilité de cette théorie.

## Origine de la théorie
Dans les semaines qui suivirent sa création par le président Lyndon B. Johnson, en novembre 1963, la commission Warren semblait favoriser un scénario simple fondé sur des éléments qui semblaient cohérents   :

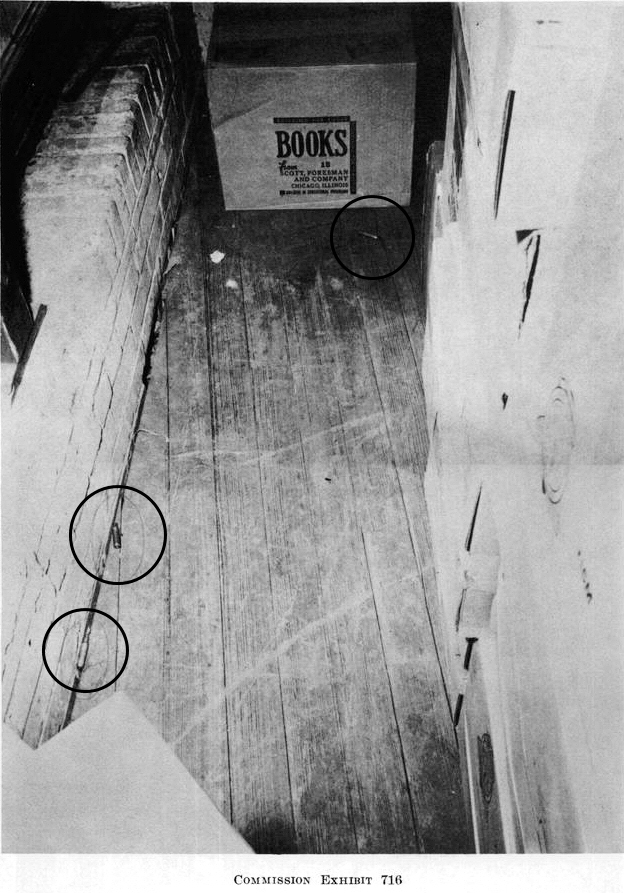
Les étuis de munitions retrouvés.

Les éléments dont tenait compte la commission étaient les suivants : 
- trois douilles de munitions retrouvées au cinquième étage du dépôt de livres (Texas School Book Depository, ou TSBD), donc vraisemblablement trois balles tirées ;
- la durée de la fusillade fournie par le film amateur d'Abraham Zapruder ayant filmé la scène et déterminée par le F.B.I était de 5 à 6 secondes.
- que la durée de rechargement établie par le FBI du Mannlicher-Carcano entre chaque tir, arme supposée comme étant l'arme du crime, était de 2,55 secondes
- que les trois séries de blessures étaient les suivantes relevée dans le rapport officiel d'autopsie et des rapports du F.B.I et du Secret Service sur la fusillade[2]:
  - la blessure du président au cou (balle ayant traversé le cou),
  - la série des blessures du gouverneur Connally (poitrine, poignet et cuisse),
  - la blessure fatale du président (à la tête).

À partir de ces éléments des rapports d'enquête, à la fin de 1963 et au début de 1964, la commission Warren estimait dans son enquête que les éléments fournis donnaient le scénario suivant : le président avait été touché par un premier tir dans le dos. Le second tir avait touché le gouverneur Connally et le troisième avait atteint le président à la tête.
Or, le témoignage d'un passant témoin direct de la fusillade vint tout modifier : James Tague. Ce témoin direct de l'attentat se trouvait sur Elm Street à hauteur du viaduc le 22 novembre 1963 (le pont du triple Under Pass). Il fut blessé au cours de la fusillade à la suite d'une blessure reçue à la joue par un éclat de béton provoqué par l'impact d'une balle sur le trottoir. Dans un premier temps, la commission Warren et le F.B.I n'avaient pas tenu compte de son témoignage. Toutefois, après la parution de l'histoire de Tague dans la presse et de photos de l'impact et du recueil du témoignage par l'assistant Martha Jo Stroud qui avait envoyé des commissaires, la commission fut forcée d'en tenir compte. Celle ci mit 8 mois pour l'auditionner et son témoignage fut effectué le 23 juillet 1964.
Ce nouveau témoignage, notamment basé sur les réactions telles qu'observées par la commission sur le film tourné par Abraham Zapruder, posait un problème crucial pour l'hypothèse de l'enquête du fait que le temps minimum entre deux tirs avec l'arme supposément employée, le Mannlicher-Carcano (rechargement par manœuvre du verrou, visée, tir) imposait un temps chronométré de 2,5 secondes, durée dûment établie par le FBI. De plus, en effet, les premières conclusions concernant le séquencement des blessures indiquait qu'un laps de temps de 2 secondes séparait la blessure au cou de John F. Kennedy lorsqu'il porte les mains à sa gorge et celles du gouverneur Connally à la cinquième côte puis au poignet lui sectionnant le tendon.
Il fallait donc que les blessures du gouverneur et du président ait été obligatoirement faites par la même balle dans le cadre de l'hypothèse initiale de travail de la commission Warren, selon laquelle seul Lee Harvey Oswald était le tueur présumé.
C'est à partir de ce moment où le scénario initial de la commission était invalidé, que le conseiller Arlen Specter, fut informé de l'hypothèse formulée par le pathologiste de l'autopsie officielle effectuée sous la tutelle des autorités militaires au Bethesda Naval Hospital, le docteur James Humes. Selon cette dernière, une seule et même balle aurait pu causer les blessures au président et au gouverneur Connally.
Dès lors, à partir de ces éléments, Arlen Specter émit l'hypothèse que les blessures ,qui semblaient être survenues dans un laps de temps si court ne pouvaient pas provenir de deux balles différentes, et donc que les deux hommes avaient été touchés par la même balle. Il proposa donc à la commission d'examiner cette possibilité, qui la retint. Incidemment, la théorie de la commission Warren implique que toutes les blessures du président et du gouverneur soient toutes causées par deux balles : une première balle responsable de la blessure à la gorge du président Kennedy et de toutes les blessures du sénateur Connally, la seconde percutant le béton du trottoir blessant James Tague à la joue, et une troisième mortelle qui touche la tête de JFK.
Ce qui permit à la commission Warren d'indiquer de ce fait : « Bien qu'il ne soit pas nécessaire de déterminer quel tir a touché le gouverneur Connally, il y a des preuves très convaincantes des experts qui indiquent que la même balle a percé la gorge du président et causé les blessures du gouverneur.. Cependant, le témoignage du gouverneur Connally et certains autres facteurs ont donné lieu à des divergences d'opinion quant à cette probabilité mais il ne fait aucun doute dans l'esprit de la commission que tous les tirs qui ont causé les blessures du président et du gouverneur ont été tiré du 6ème étage du Texas School Book Depositary. Les tirs qui ont tué le président Kennedy et blessé le gouverneur Connally ont été tirés par Lee Harvey Oswald ».

Z228, réactions aux impacts.

## Trajectoire de la balle unique
Selon la commission Warren et le House Select Committee on Assassinations, la balle :
- sort de la bouche du canon à une vitesse comprise entre 560 et 610 m/s ;
- parcourt 58 mètres selon une trajectoire balistique selon un angle de 25 degrés et atteint le dos du président à une vitesse de l'ordre de 520 m/s ;

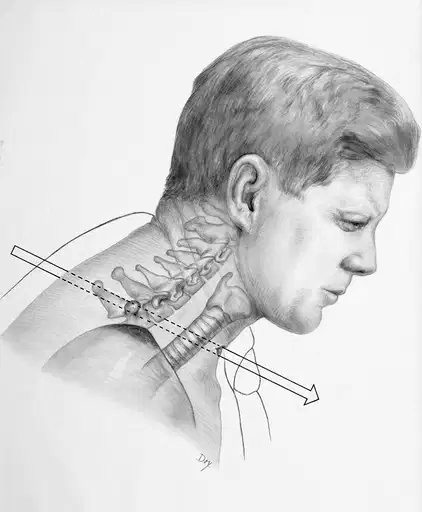
Blessures de Kennedy, HSCA.

- passe à travers le veston du président juste à droite de sa colonne vertébrale et 13,7 centimètres sous la ligne de col, déposant des fragments de métal sur le tissu ;
- pénètre le dos du président 50 millimètres à droite de la colonne vertébrale, créant une blessure de 4 × 7 millimètres dans le haut du dos (son passage à proximité de la colonne vertébrale fracture légèrement la sixième vertèbre cervicale du président) ;
- traverse le cou du président en déposant des fragments de métal ;
- sort de la gorge du président au milieu du cou, juste en dessous de la pomme d'Adam (dans les heures qui suivirent, les médecins ayant soigné le président à l'hôpital Parkland émirent l'avis que cette blessure était un orifice d'entrée, élément utilisé par certains pour affirmer que le tireur se trouvait en face du président. Cependant, les médecins, qui s'étaient concentrés sur la blessure à la tête, n'avaient pas remarqué la blessure — d'entrée — du dos, et les défenseurs de la théorie rappellent que les médecins revinrent ensuite sur ces déclarations) ;
- traverse la chemise du président, y déposant des fragments de métal ;
- traverse le nœud de cravate du président ; à ce moment sa vitesse est de 460 m/s et elle commence à culbuter ;

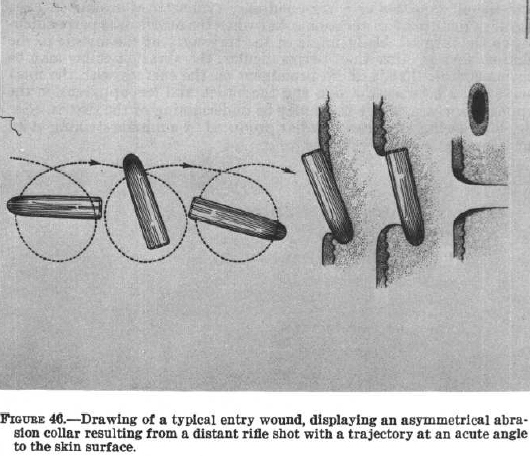
Balle culbutant, HSCA.

- parcourt les 65 centimètres qui séparent le président du gouverneur, culbutant à environ 90 degrés ;
- traverse le veston et la chemise du gouverneur Connally en dessous et derrière son aisselle droite, déposant des fragments de métal ;
- pénètre le dos du gouverneur, créant une blessure de 8 × 15 millimètres, cette forme elliptique étant due à la position de la balle au moment de l'impact (choc latéral),

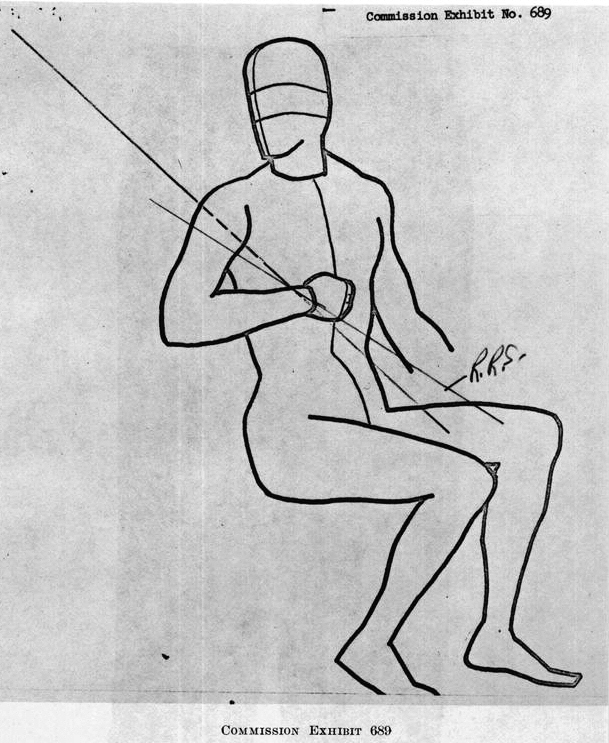
Blessures de Connally, dessin du docteur Shaw.

- traverse la poitrine du gouverneur selon un angle anatomique de 10 degrés vers le bas, détruisant 13 centimètres de la cinquième côte ;
- sort de la poitrine juste en dessous du téton droit, créant une blessure de 5 centimètres ;
- traverse la chemise et le veston à 13 centimètres à droite du revers du costume et à hauteur du bas du revers ; elle avance alors à environ 270 m/s ;
- pénètre le dessus du poignet du gouverneur, fracture le radius puis sort par la paume de la main, ayant décéléré jusque 120 m/s, ;
- pénètre la cuisse du gouverneur, créant une blessure de 10 millimètres ;
- s'arrête à une profondeur de 5 centimètres dans le muscle de la cuisse (lors de son décès en 1993, le gouverneur avait encore dans le muscle un fragment de balle de 1,5 × 2 millimètres) ;
- tombe de la blessure alors que le gouverneur est sur un chariot de l'hôpital Parkland ;
- est découverte sur un chariot d'hôpital.

## Implications de la théorie
Comme indiqué, la théorie implique tout d'abord une balle perdue.
Dans ses conclusions, la commission ne se prononce pas sur la question de savoir quelle balle s'est ainsi perdue.
Elle indique cependant :
- que ses conclusions sur les blessures impliquent qu'il semble que 5,6 secondes se sont écoulées entre la première blessure de Kennedy, et la blessure fatale ;
- que par conséquent, si c'est la deuxième balle qui s'est perdue, cela implique que l'ensemble des tirs s'est déroulé sur un minimum de 5,6 secondes.

La commission n'écarte pas cette hypothèse (balle perdue = deuxième balle), estimant qu'elle est de l'ordre du possible : 1er tir – 2,5 secondes - 2e tir – 2,5 secondes – 3e tir, soit un total d'au moins 5 secondes pour les trois tirs, alors que le tireur a disposé de 5,6 secondes.
Contrairement à une légende tenace, la commission Warren n'a donc pas conclu que l'ensemble des tirs s'était déroulé sur 5,6 secondes : elle a estimé que c'était là le temps minimum et tenté de déterminer si cela impliquait la présence d'un second tireur. Comme on l'a vu, elle a conclu qu'il n'était pas impossible de tirer trois fois dans ce laps de temps avec l'arme employée.
Mais alors que la commission s'était refusée à tirer des conclusions sur l'ordre des tirs, beaucoup de chercheurs ont depuis lors examiné la question et concluent que c'est la première balle qui s'est perdue et que la durée totale des tirs a été de l'ordre de 8,5 secondes. Cette thèse est encore extrêmement controversée (notamment parce que James Tague, le passant blessé, déclare très clairement qu'il ne peut dire avec certitude quelle balle l'a blessé, mais que ce n'est en tout cas pas la première).

## Critiques

### Impossibilité de la trajectoire

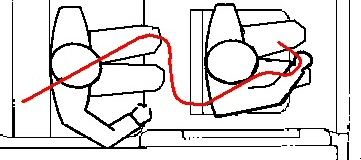
La trajectoire « magique » de la balle selon les critiques.

Les premières critiques ont connu une publicité particulière grâce au film JFK (1991).
Ces critiques, les premières qui aboutissent à surnommer la théorie « balle magique », décrivent de la façon suivante la trajectoire de la balle :
- Elle entre dans le dos du président selon un angle de 17° vers le bas. Puis elle se met à remonter de façon à ressortir à l'avant du cou de Kennedy ;
- Elle vire à droite et rentre dans le dos de Connally par l'aisselle droite, après être restée 1,6 seconde en l'air. La balle redescend par la suite, brise la cinquième côte du gouverneur et ressort du corps de Connally ;
- Elle vire à droite et repénètre dans le corps de Connally par le poignet droit. Elle lui brise le radius et lui coupe net le tendon du pouce puis ressort, fait un demi-tour, et se loge dans la cuisse gauche du gouverneur ;
- Elle en ressort pratiquement intacte, retrouvée sur un chariot de l'hôpital Parkland.

Cette description trouve sa source dans les éléments suivants :
1) une analyse sélective du rapport de la commission ;
Comme indiqué ci-dessus, la commission n'a pas affirmé que 1,6 seconde s'était écoulée entre les blessures des deux hommes, mais que sur la base des informations en sa possession, c'était là le temps maximum entre les blessures.
2) une analyse de la trajectoire de la balle qui place le point d'entrée de la balle dans le dos plus bas que ce que les conclusions de l'autopsie posent (ce qui implique une remontée de la balle vers la gorge) ;

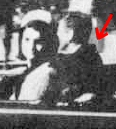
La position du veston.

La question de l'emplacement des blessures est l'un des éléments très débattus. Pour critiquer les conclusions de l'autopsie, les détracteurs de la commission ont notamment analysé l'emplacement du trou fait par la balle dans le veston de Kennedy, bien plus bas que ce que le rapport d'autopsie indiquait, tandis que leurs opposants montrèrent que chez une personne assise et accoudée (comme l'était le président), le veston « bouchonnait » au niveau des épaules. En février 2007, un film amateur inédit, tourné 90 secondes avant l'assassinat avec une caméra 8 mm par un amateur appelé George Jeffries, offre un nouvel angle de vue et laisse apparaître clairement le pli apparent sur la veste du président, ce qui semble invalider l'argument des tenants de la conspiration. Cependant, une photo prise par Robert Croft au moment où la voiture présidentielle s'est engagée sur Elm Street, quelques secondes avant le premier tir, montre que seul le col de la veste de Kennedy est remonté, pas sa chemise, et insuffisamment pour expliquer l'orifice de balle qui reste placé trop bas.
Selon le physicien G. Paul Chambers, la trajectoire de la balle unique est tout simplement impossible : sachant que la blessure dorsale de Kennedy est située à 15 centimètres en-dessous de son col, ce que confirment les orifices de sa chemise comme de sa veste, la balle ayant une trajectoire descendante de 21° aurait dû remonter de 30° pour ressortir juste en-dessous de sa pomme d'Adam. À supposer même qu'une telle remontée soit possible à l'intérieur du corps de Kennedy, la balle unique n'aurait pu toucher Connally qu'à la tête.

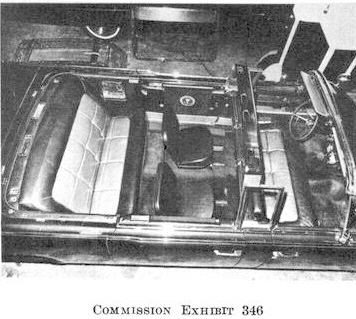
Les sièges dans la limousine.

3) une analyse de l'emplacement du gouverneur (placé juste devant Kennedy) qui suppose une balle qui pivote ;
Or le gouverneur était assis sur une sorte de strapontin qui décalait la position de son corps vers la gauche et le plaçait plus bas que le président c'est-à-dire, selon les partisans de la balle magique/unique, sur la trajectoire d'une balle sortant de la gorge du président.
De plus, la plupart de ces chercheurs placent la balle unique après le premier tir, c'est-à-dire à un moment où selon son témoignage et le film Zapruder, le gouverneur s'était tourné vers la droite pour identifier l'origine du tir.
4) l'affirmation que la balle devait faire demi-tour après avoir percuté le poignet du gouverneur.

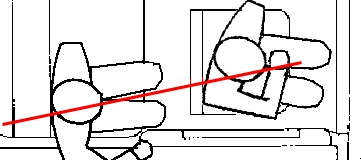
La trajectoire de la balle selon la version officielle.

La balle a traversé le poignet en pénétrant sur le dessus de l'avant-bras et en sortant quasiment à la paume. Les partisans de la « balle magique/unique » soulignent que le poignet pouvait se trouver entre la poitrine du gouverneur et sa cuisse gauche (trajectoire de la balle allant de droite vers la gauche).
La théorie de la balle unique n'implique donc pas nécessairement une balle zigzagante, contrairement à ce qu'affirmèrent les premières critiques.

### Impossibilité que la balle récupérée ait causé les dégâts constatés
Les critiques estiment qu'une balle qui a traversé deux corps humains, détruit une côte, fracturé un radius (un des os les plus résistants du corps humain) et déposé des fragments de métal ne peut pas ressortir quasiment intacte, comme l'est la balle conservée aux archives nationales américaines (référence CE399). Cette dernière est en fait aplatie et légèrement courbée, et elle a subi de telles contraintes que du plomb a été extrudé par sa base.

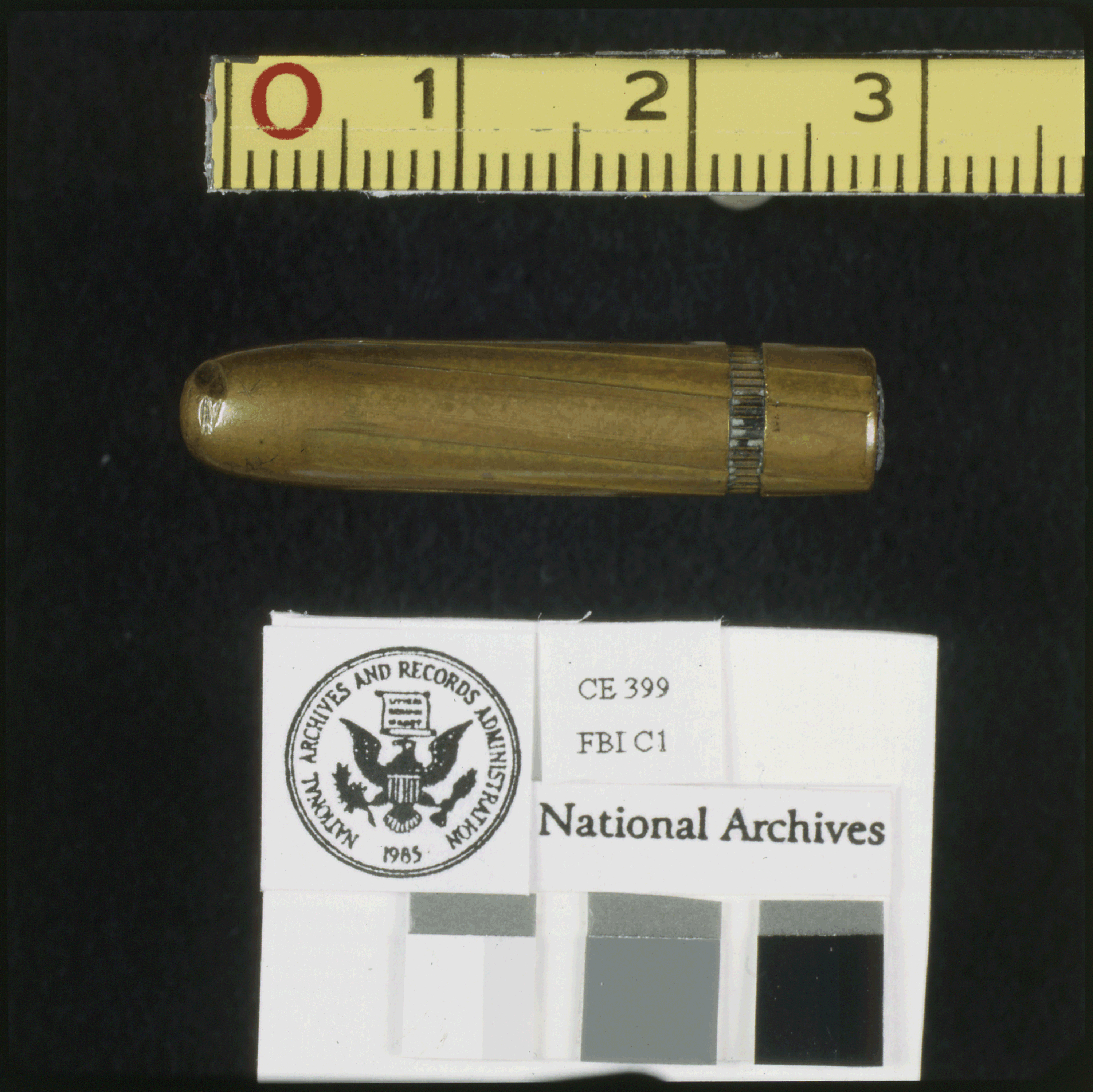
CE399 – vue longitudinale.

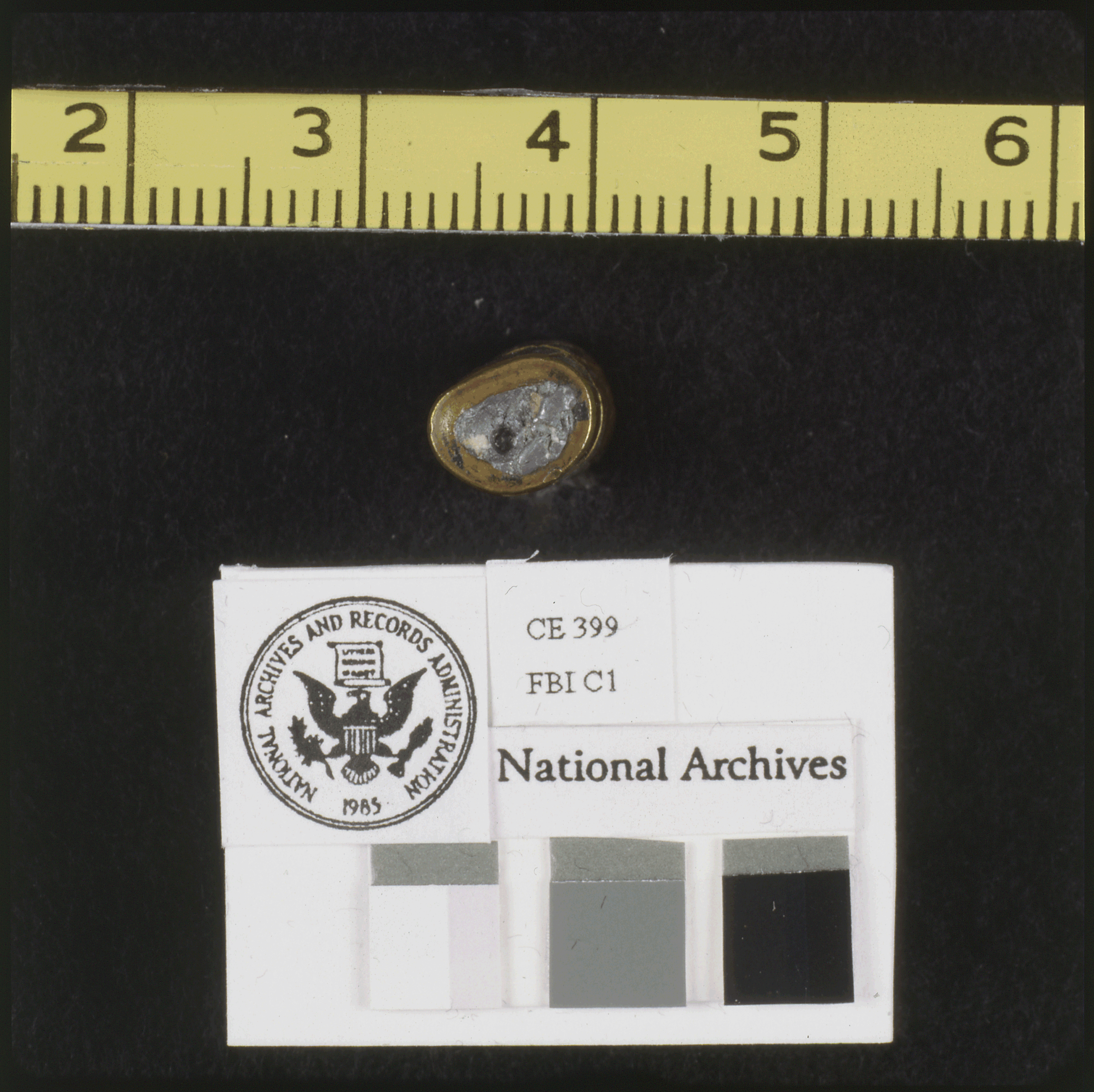
CE399.

Les critiques se fondent sur plusieurs tests faits avec des balles similaires par le FBI, spécialement des tirs dans des poignets de cadavres humains et des carcasses de chèvres, qui aboutirent à des balles extrêmement endommagées, c'est-à-dire écrasées, déformées et ayant perdu de nombreux éclats après percuté plusieurs os et transpercé plusieurs organes.
Cependant, ces tests ont été effectués en tirant directement sur un poignet, donc avec une balle se déplaçant à une vitesse de l'ordre de 520 m/s.
Or, les défenseurs de la théorie arguent les hypothèses suivantes :
- a d'abord traversé des tissus relativement mous (cou de Kennedy, poitrine de Connally et notamment côte, un os peu résistant) ;
- a pénétré le poignet à une vitesse largement inférieure à sa vitesse initiale, environ 270 m/s.

Ce dernier point est validé par la dernière blessure de Connally, à la cuisse, qui montre une balle ayant quasiment perdu toute énergie cinétique. Un test pratiqué par le docteur John Lattimer montra qu'une balle à la vélocité réduite tirée sur un poignet humain présente les mêmes déformations que CE399.
Les critiques estiment également que trop de fragments ont été déposés par la balle pour être CE399.
Les défenseurs de la théorie soulignent :
- que les fragments documentés et examinés (c'est-à-dire récupérés au cours des opérations chirurgicales pratiquées sur le gouverneur ou lors de l'autopsie du président) ne dépassent pas la quantité de métal qui a pu être extrudée par la base de la balle si on en juge par sa perte de poids par rapport à un projectile non tiré ;
- que rien n'indique que les fragments documentés mais non estimés (tels que le fragment dans la cuisse du gouverneur) pèseraient si lourds que cette conclusion s'en trouverait invalidée.

Enfin, il faut signaler que d'après le rapport du FBI, la balle ne comportait aucune trace de sang ou de tissus humains.
La commission Warren n'a également pas tenu compte des rapports initiaux des rapports d'enquête du FBI indiquant la présence de deux balles distinctes, des rapports balistiques indiquant la présence d'impacts sur la limousine présidentielle notamment au travers du pare-brise et sur le pare-soleil, et a également indiqué « qu'il n'était pas nécessaire de déterminer quel était exactement le coup qui avait frappé le gouverneur Connally ».

### Autres critiques et témoignages
D'autres critiques estiment par exemple que les circonstances dans lesquelles la balle a été retrouvée démontrent le complot. Ces critiques, plus ou moins documentées, affirment notamment :
- que la balle fut découverte sur un chariot d'hôpital qui n'était pas celui sur lequel le gouverneur avait été couché et transporté de la limousine vers la salle Trauma Room 2. Le mécanicien du Parkland Hospital, Darrel Tomlison, qui avait découvert la balle, avait lui-même émis des doutes à ce sujet face à la commission Warren sur l'origine de la balle[1].

- que CE399 ne peut être la balle découverte à l'hôpital parce que les quatre personnes qui virent la balle à Parkland ne la reconnaissent pas en CE399 ;

- que CE399 ne peut être la balle tombée de la blessure de Connally puisque, d'après le gouverneur, elle serait tombée à terre et aurait été ramassée par une infirmière[2].

Le docteur Burkley, médecin personnel de John Fitzgerald Kennedy, qui fut présent tout au long de la journée du 22 novembre 1963 et qui n'a jamais été interrogé par la commission Warren ni par le HSCA, indiqua ne pas partager les conclusions de la commission Warren.
Le diagramme original de l'autopsie vérifié par le docteur Burkley décrivant une blessure dans le bas du dos du président ne fut pas publié dans son rapport par la commission Warren. Ce fait fut révélé en 1975 grâce à la loi sur la liberté de l'information par le chercheur Harold Weisberg.
La commission Warren n'a jamais eu accès au matériel officiel de l'autopsie (photos et radiographies aux rayons X du corps du président). Elle eut accès uniquement à des dessins reproduits par les dessinateurs du F.B.I.
La commission Warren n'a pas fait témoigner le photographe John T. Stringer et le Lieutenant William Pitzer, qui photographièrent et firent les radios aux rayons X de John Fitzgerald Kennedy lors de l'autopsie.
Les médecins et infirmières dont le docteur Charles A. Crenshaw, le docteur Charles J. Carrico, le docteur Malcolm Perry, le docteur William Kemp Clarck, le docteur Robert McClelland qui intervinrent tous sur le président moins de 10 minutes après les tirs, témoignèrent d'une blessure importante à l'arrière droit du crâne du président dans la région pariétale. Le docteur Perry indiqua avec le docteur Charles J. Carrico, qu'il avait effectué une trachéotomie sur la blessure au cou située à l'avant sous le nœud de cravate décrite comme une blessure d'entrée de balle de 5 millimètres.
Le porte-parole de la maison blanche pour le voyage au Texas, lors d'un point presse au Parkland Hospital dans les minutes qui suivent l'hospitalisation, fait état d'une entrée de balle dans la tempe droite du président confirmé par le praticien Georges Buckley, médecin personnel de John F. Kennedy..
De même, le 23 novembre 1963, un étudiant en médecine, William Harper, découvrit sur Dealey Plaza, un morceau du crâne du président situé à l'arrière gauche par rapport à la position de la limousine présidentielle au moment du coup de feu fatal à la tête. Il le fit examiner par le professeur et médecin légiste, le docteur Cairns qui détermina qu'il s'agissait d'un morceau d'occiput. Le praticien le mesura et le photographia avant d'informer le FBI, le 25 novembre 1963. Celui-ci reçut l'instruction formelle de ne faire aucune publicité à ce sujet.
Lors de son témoignage devant la commission Warren, le 5 juin 1964, Mme Kennedy qui avait tenté de maintenir les matières cérébrales à l'intérieur du crâne de son époux après l'avoir posé sur ses genoux après les tirs, voulut également témoigner à ce sujet en présence du président de la cour Earl Warren et du conseiller Rankin qui ne voulaient pas l'interroger à ce sujet. Sa description volontaire des blessures de son époux a été remplacée par la mention : « référence aux blessures supprimée ». La description intégrale donnée par Mme Kennedy ne pourra être connue qu'en 2039 à l'expiration d'un délai de 75 ans instauré par la commission Warren pour des raisons de sécurité nationale.
Il fut révélé en 1969, qu'une balle supplémentaire avait été extraite du corps du président et remis aux agents du F.B.I Sibert et O'Neill le 22 novembre 1963. Ce fait fut corroboré par le docteur Burkley dans une lettre datée du 26 novembre 1963 indiquant avoir reçu une balle du F.B.I extraite au cours de l'autopsie du président.
Les agents du FBI, James Sibert et Francis O'Neil qui furent présents pendant l'autopsie firent un rapport qui diffère largement de la version de la commission Warren notamment sur la place des blessures et notamment dans le dos du président indiquant qu'un trou de balle était localisé à 13 cm sous les épaules et deux pouces à droite de la ligne médiane de la colonne vertébrale, qui fut corroboré par le rapport du Secret Service sur les vêtements du président. En 1997, l'Assassination Records Review Board a découvert que le commissaire Gerald R. Ford (et futur président) avait modifié la version initiale du rapport Warren indiquant à l'origine : « une balle est entrée dans le dos et un point situé légèrement sous l'épaule à droite de la colonne » en « la balle est entrée à l'arrière de son cou légèrement à la droite de son cou ». Ce que le rapport final de la commission Warren retranscrit par : « une balle est entrée à l'arrière à la base de son cou à droite de la colonne ».
En 1972, le pathologiste Cyril Wecht qui obtint l'accès au cerveau du président aux Archives Nationales, du en constater la disparition. Durci dans le formol, cet organe aurait permis de connaître avec précision l'origine des tirs.
Lors de la reconstitution des tirs menée par le HSCA de 1976 à 1979, le tireur indiqua que la vue était tellement obstruée par le chêne en contrebas dans son champ de vision qu'il ne pouvait pas correctement ajuster son tir pour atteindre les passagers.
Enfin, William Reymond fait observer que c'est le témoignage de James Tague qui a obligé la commission Warren à revoir tardivement, en juillet 1964, son schéma initial qui postulait que chacun des trois tirs avait atteint Kennedy et Connally. La théorie de la balle unique revient à adapter les faits à une thèse préconçue et intangible, celle de la culpabilité de Lee Harvey Oswald.

### Le témoignage de Connally
Le gouverneur du Texas, John Connally était assis devant le président Kennedy. Il a toujours affirmé jusqu'à son décès avoir été touché par un tir séparé, ce qui lui a donné le temps de se tourner vers la droite pour regarder Kennedy qui était déjà blessé. Selon son témoignage, il n'a été touché que lorsqu'il se retournait vers la gauche, c'est-à-dire après les images 280-285 du film de Zapruder.
Il a déclaré : « Je sais absolument qu'une balle a causé la blessure du président et qu'un tir séparé m'a touché. Je ne changerai jamais d'opinion » (Declaration au Magazine Life 1966). Le gouverneur a toujours maintenu qu'il avait été touché par un tir différent de celui du président.
En outre, son témoignage est soutenu par les déclarations du personnel médical du Parkland Memorial Hospital, où il fut admis juste après les tirs. Les médecins indiquèrent qu'une fois son état de santé stabilisé, il restait encore à l'équipe médicale une balle à extraire de la jambe du gouverneur. Or, d'après le rapport officiel de la commission Warren, la balle était déjà tombée d'elle-même de la plaie.
De même, le docteur Shaw, chirurgien qui a opéré le gouverneur Connally estimait que la théorie de la balle magique ne résistait pas à l'examen des faits. À noter enfin, que les radiographies du gouverneur indiquaient toujours jusqu'en 1993, année de son décès, la présence d'éclats de balle dans son poignet et sa cuisse.

## Désaccord au sein de la commission
La théorie d'Arlen Specter fut imposée à tous lors de la rédaction de la synthèse du rapport final, ce qui suscita une prise de distance et des réticences chez certains membres de la commission Warren, dont les sénateurs Richard Russell et John Sherman Cooper, et le représentant Hale Boggs. Le 18 septembre 1964, lors d'une conversation téléphonique, Russell dit au président Johnson qu'il ne croyait pas à cette théorie ; Johnson répondit qu'il n'y croyait pas non plus.
Le Senateur Richard Russel refusa de signer tant qu'une note n'était pas insérée dans le rapport indiquant la théorie de la balle magique était seulement une probabilité non étayée par des faits scientifiquement prouvés.
Le rapport Warren et ses conclusions (dont la théorie de la balle magique censée expliquer les sept blessures infligées à John F. Kennedy et au gouverneur Connally) furent publiés le 27 septembre 1964.

## La tentative de confirmation de la théorie par activation neutronique

### Les analyses faites par Vincent Guinn pour le HSCA
En 1977, le Dr Vincent P. Guinn, professeur de chimie à l'université de Californie et un des plus importants spécialistes de l'analyse par activation neutronique, fut contacté par le HSCA afin de réanalyser les fragments de balle restants.
Il s'agissait de la troisième tentative d'obtenir des informations utilisables par l'analyse chimique des fragments.
Les fragments avaient été préalablement examinés :
- par le FBI, la nuit ayant suivi l'assassinat. La technique utilisée, la spectroscopie, ne permettait pas de tirer des conclusions et présentait en outre le problème d'être destructive ;
- par le FBI, en mai 1964, en utilisant l'activation neutronique, technique plus précise et non destructive. L'analyse des résultats ne semblait pas non plus permettre de tirer des conclusions.

En 1977, toutefois, la technique de l'activation neutronique avait fait quelques progrès, notamment grâce à des détecteurs plus sensibles. Il y avait donc des espoirs qu'une nouvelle analyse fournisse des résultats plus précis, et, potentiellement, des éléments utilisables.
Le but de l'utilisation de l'activation neutronique dans cette affaire était, en permettant la mesure de traces chimiques, de déterminer dans quelle mesure certains fragments provenaient de la même balle.
La liste des spécimens dont on disposait était la suivante :
- CE399, la balle unique ;

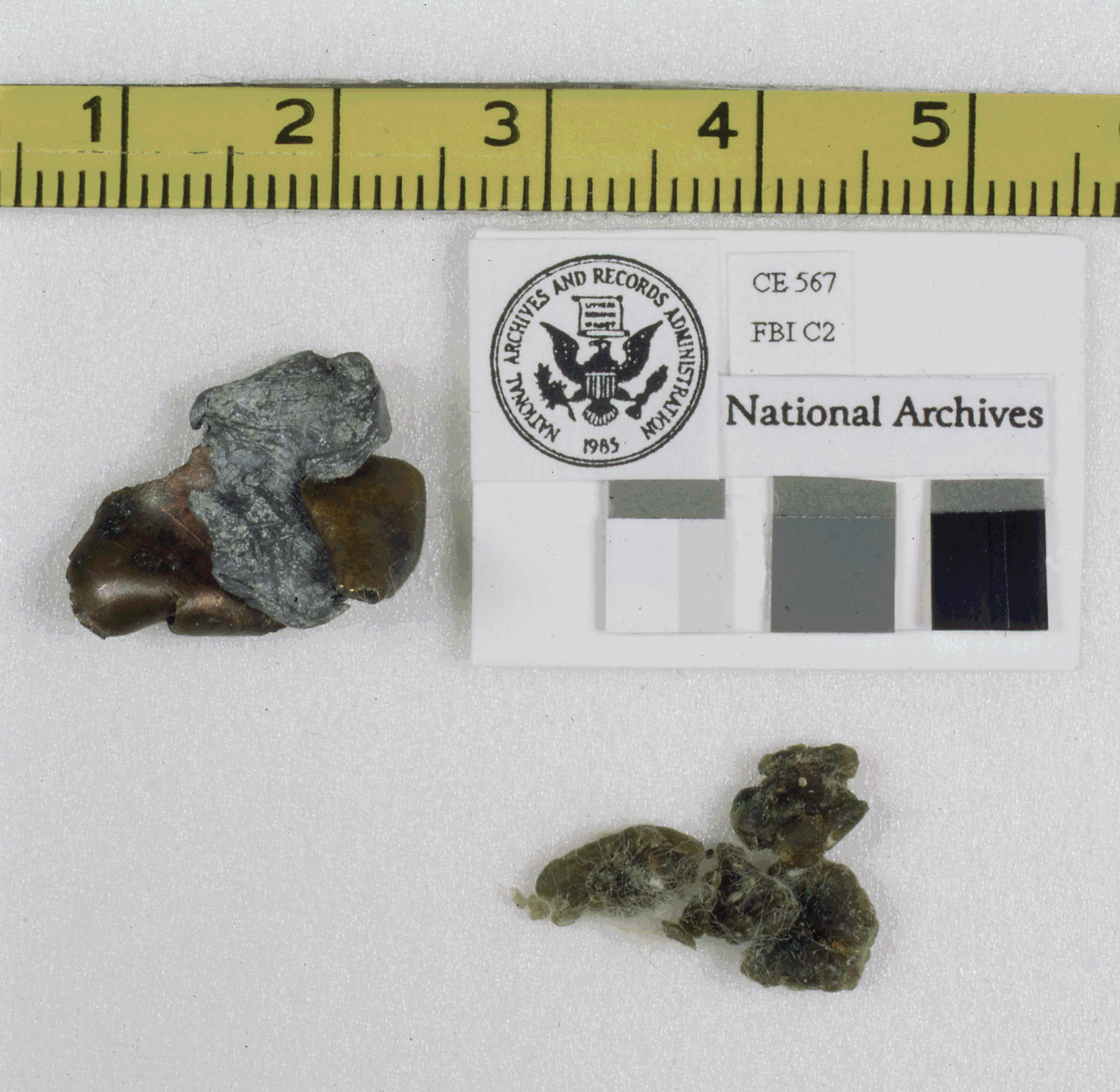
CE567.

- CE567, un fragment récupéré sur un fauteuil de la voiture (plomb plus chemise, environ 3 grammes) ;

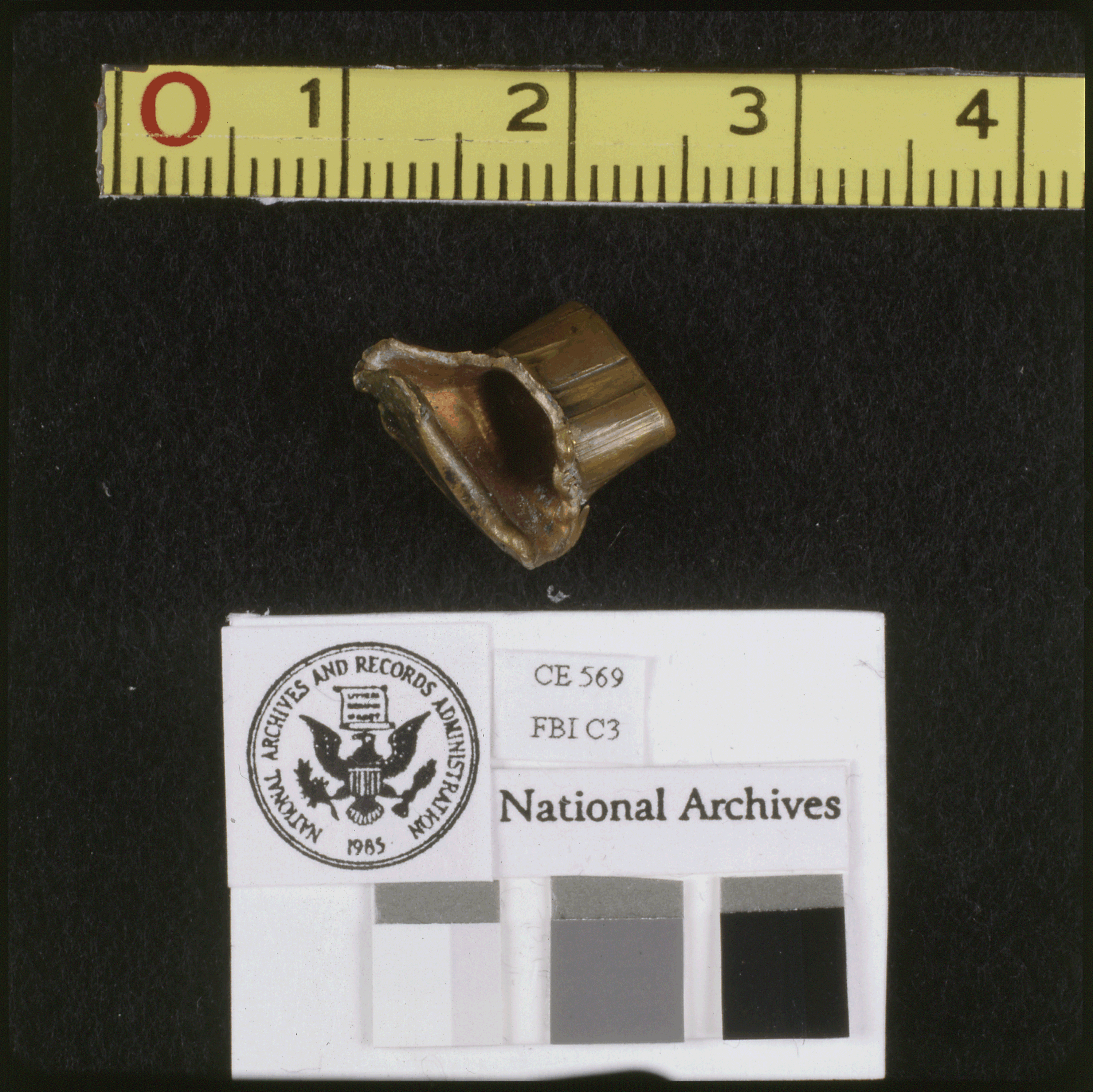
CE569.

- CE569, un fragment récupéré sur un fauteuil de la voiture (chemise, environ 1,3 gramme) ;

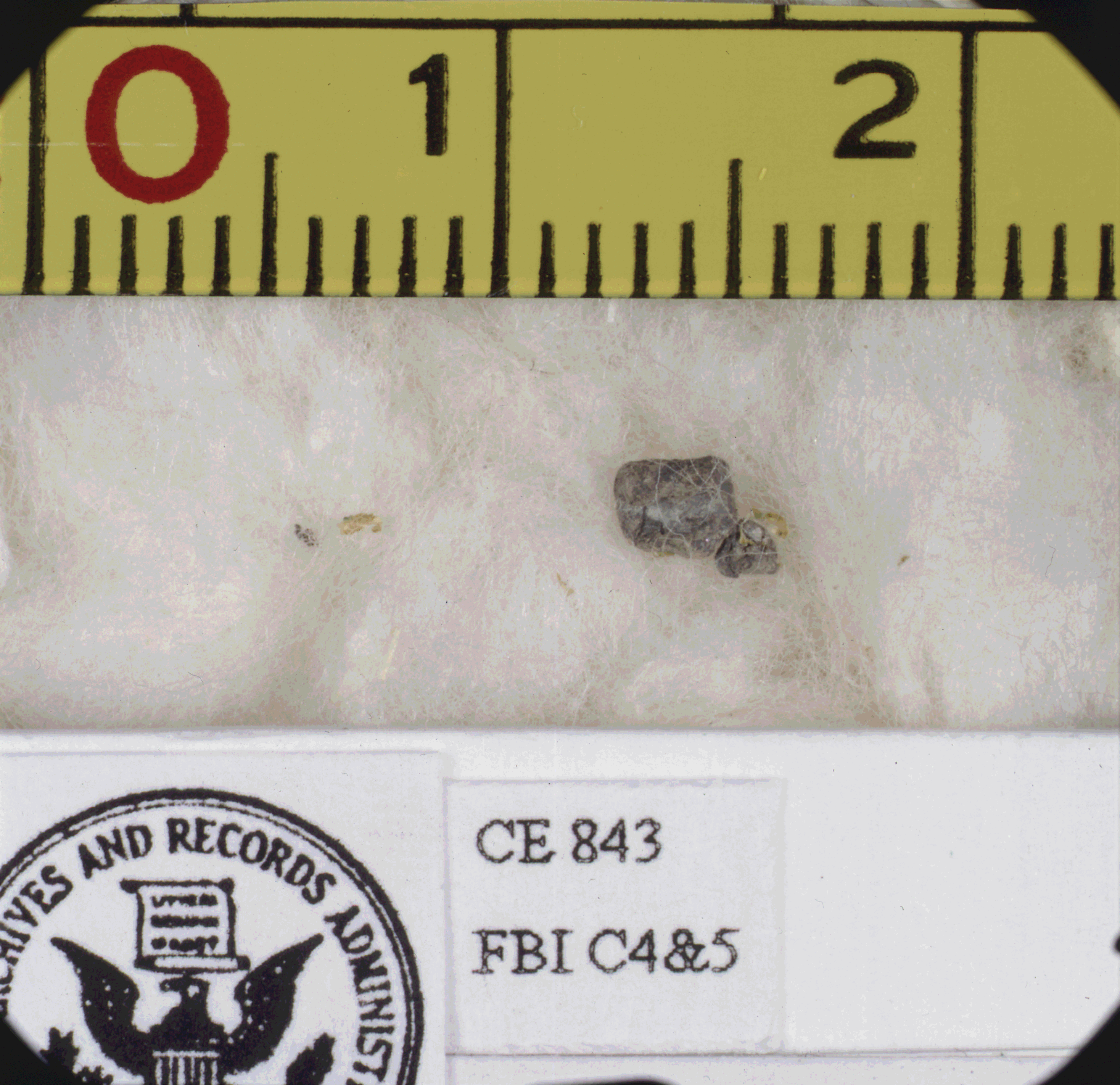
CE843.

- CE843, deux fragments (plomb) extraits de la tête du président (environ 5,4 milligrammes) ;

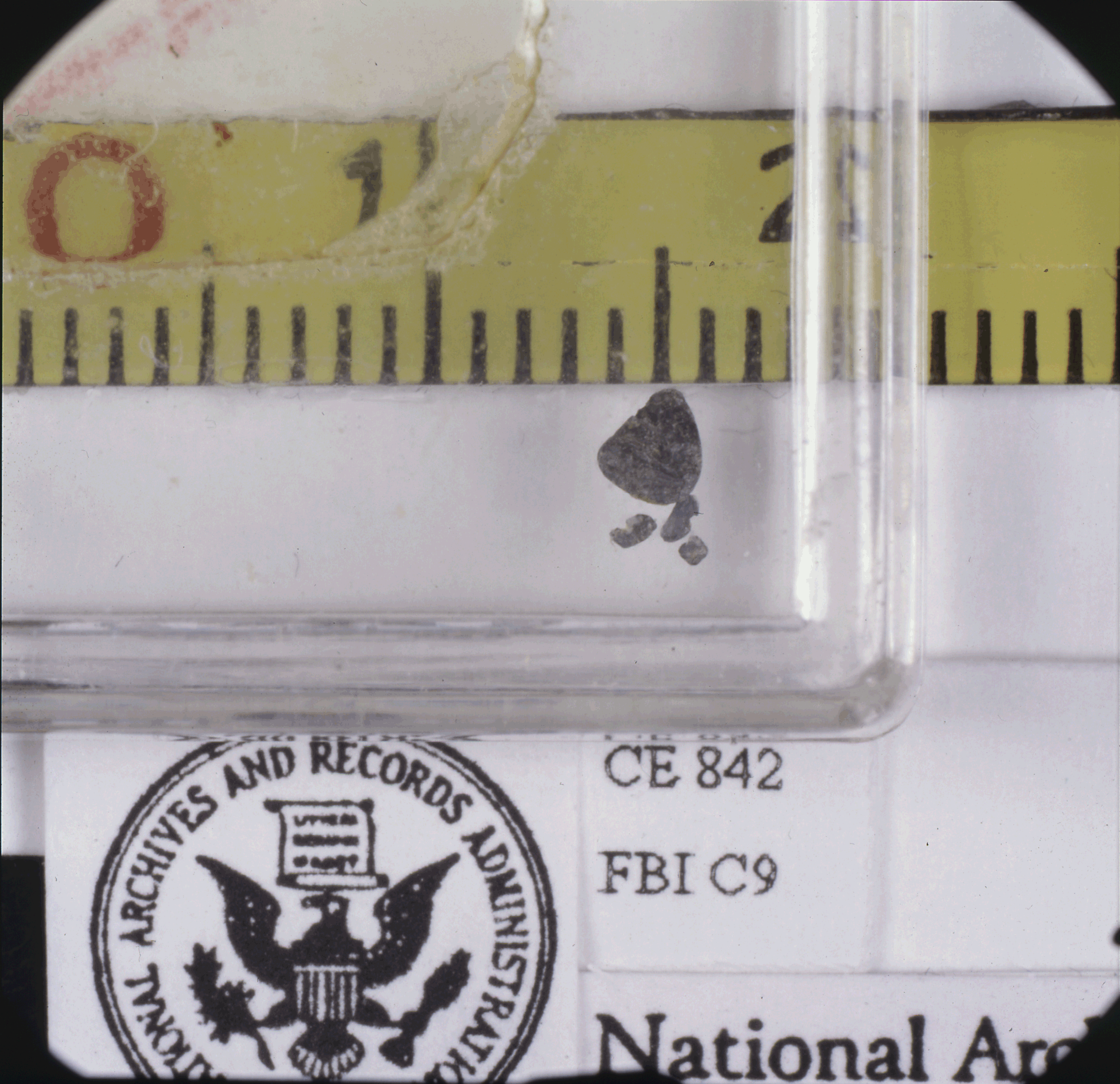
CE842.

- CE842, trois fragments (plomb) extraits du bras du gouverneur (environ 17 milligrammes) ;

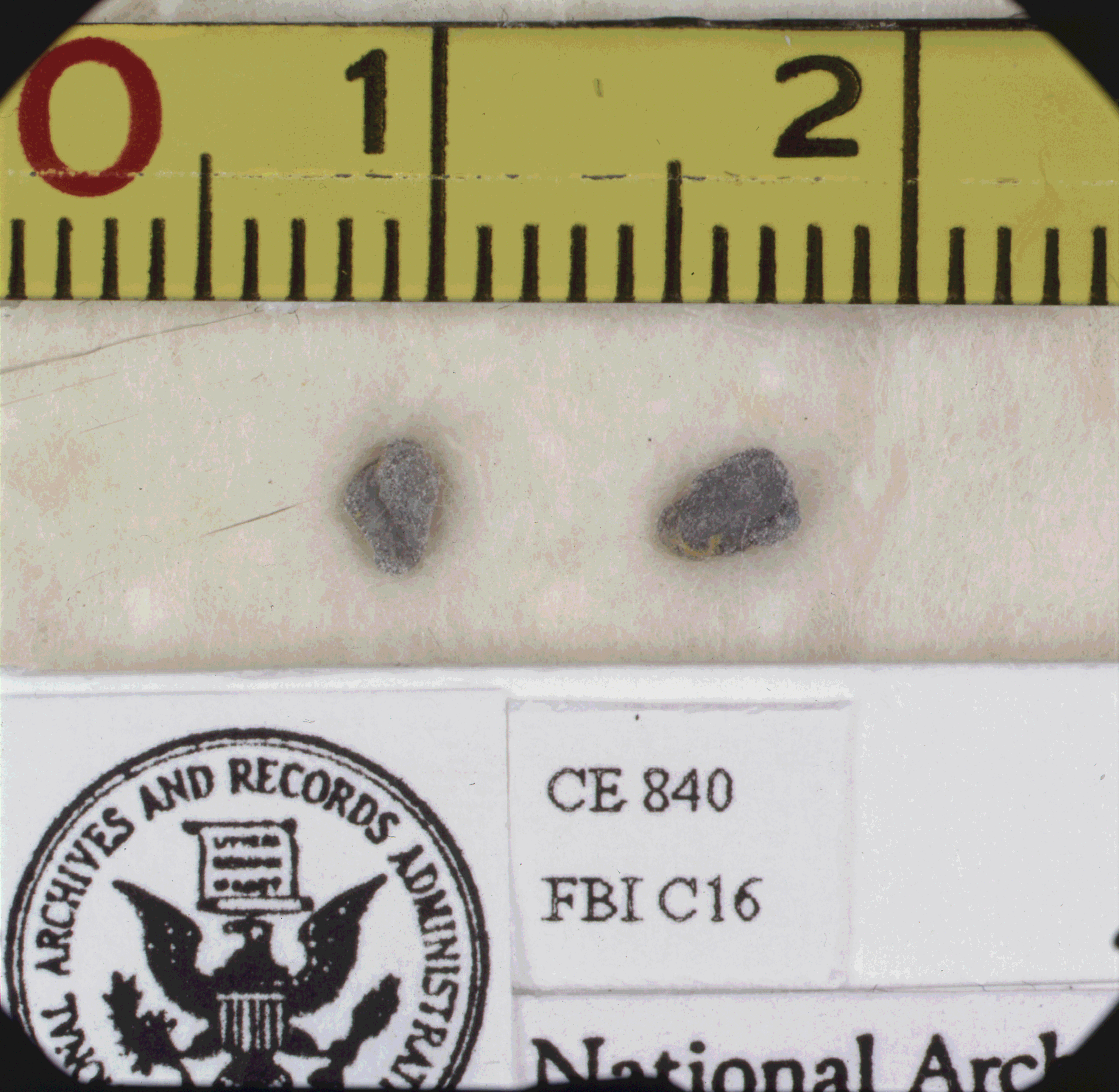
CE840.

- CE840, trois fragments (plomb) trouvés sur le tapis arrière de la voiture (deux fois environ 34 milligrammes) ;
- CE841, traces de plomb grattées sur le pare-brise de la voiture (pas de poids) ;

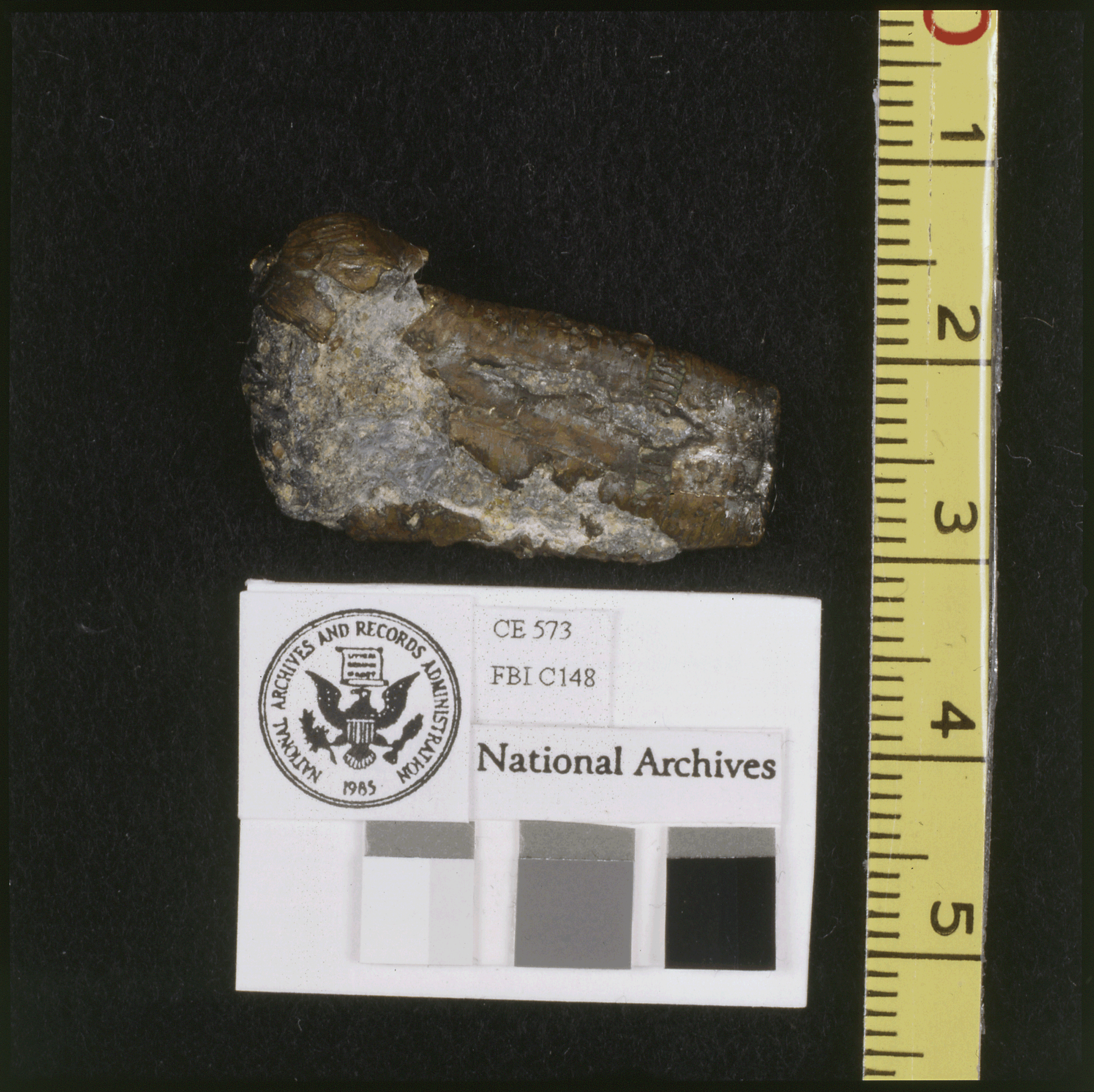
CE573.

- CE573, restes de la balle ayant été tirée contre le général Walker (tentative de meurtre attribuée à Oswald) ;
- CE141, balle non tirée retrouvée dans la carabine Mannlicher-Carcano d'Oswald.

Guinn analysa l'ensemble de ces éléments, sauf CE569 (puisqu'il ne s'agissait que d'un fragment de la chemise de la balle, sans intérêt pour l'analyse) et CE841 (les traces de plomb grattées sur le pare-brise, dont il ne retrouva rien dans le récipient qui lui avait été transmis).
Guinn avait noté que les balles de Mannlicher-Carcano avaient la particularité de varier en composition chimique, en ce sens que chaque balle contenait des traces d'argent et d'antimoine dans une proportion précise. Par ailleurs, l'analyse montrait une concordance générale des balles de Mannlicher-Carcano en ce qui concerne la présence d'antimoine et d'argent. Guinn témoigna du fait que la teneur argent et antimoine de chaque balle est « raisonnablement homogène » mais que deux projectiles provenant de la même boîte de munitions différaient suffisamment pour être distinguables.
Par conséquent :
- Si deux fragments contiennent des proportions différentes de ces éléments, ils proviennent nécessairement de deux projectiles différents ;
- Si deux fragments contiennent des proportions similaires de ces éléments, ils proviennent très vraisemblablement du même projectile (la chance qu'ils proviennent de deux projectiles différents étant estimée à 3 % par le Dr Guinn).

Les résultats de Guinn ont été les suivants :
| Specimen | Argent, ppm | Antimoine, ppm |
| -------- | ----------- | -------------- |
| CE399    | 7,9±1,4     | 833±9          |
| CE842    | 9,8±0,5     | 797±7          |
| CE567    | 8,1±0,6     | 602±4          |
| CE843    | 7,9±0,3     | 621±4          |
| CE840    | 8,6±0,3     | 638±4          |

Guinn en conclut qu'il pouvait grouper les objets analysés de la façon suivante :
- composition moyenne de 815 ppm d'antimoine et 9,3 ppm d'argent : CE399 et CE842, c'est-à-dire la balle unique et les fragments provenant du poignet du gouverneur ;
- composition moyenne de 622 ppm d'antimoine et de 8,1 ppm d'argent : CE567, CE843 et CE840, c'est-à-dire les fragments provenant du crâne du président, des fauteuils de la voiture et du tapis de la voiture.

Sur la base de ces observations, Guinn conclut :
1. qu'il y avait une très forte probabilité pour que l'ensemble des fragments proviennent de balles de Mannlicher-Carcano ;
2. que les analyses tendaient à montrer l'existence de deux, et de seulement deux balles ;
3. que les résultats étaient groupés de telle façon qu'ils validaient la théorie de la balle unique (les fragments dans le poignet de Connally étant identifiés comme provenant de CE399).

En résumé, ces conclusions font état de deux balles, dont une (CE399), la « balle unique », a fracturé le poignet du gouverneur et l'autre, dont des fragments sont retrouvés dans le crâne du président et dans la voiture, a tué ce dernier.

### Les critiques de l'analyse
Les critiques de Guinn portent essentiellement sur l'authenticité des fragments analysés et sur les préalables de l'analyse.

#### Critique de l'authenticité des fragments
Cette critique pose que les fragments montrés à Guinn ne pèsent pas le même poids que les fragments collectés. En d'autres termes, cette critique postule que des fragments auraient été remplacés.
En fait, il peut être montré que les fragments ont effectivement perdu du poids pour deux raisons : la première analyse spectrométrique, destructive, et la première analyse par neutro-activation, où, apparemment, les échantillons détachés des fragments aux fins de l'analyse ne furent pas retournés.
En tout état de cause, la perte de poids des fragments peut avoir une explication plus simple que le remplacement frauduleux des fragments aux archives nationales.

#### Critique de la méthode
Les critiques méthodologiques portent essentiellement sur la validité de l'analyse statistique des résultats. Ainsi, certaines de ces critiques relèvent que les concentrations en argent et en antimoine des balles ne sont même pas homogènes à l'intérieur d'une même balle.
Or alors que le Dr Guinn parlait d'une hétérogénéité de 6 % à l'intérieur d'une même balle, les résultats des analyses faites sur des balles « test » de Mannlicher-Carcano montrent quelque chose de plus complexe : sur trois balles analysées,
- dans l'une, les fragments pris à quatre endroits différents de la balle montrent effectivement une grande homogénéité (hétérogénéité de l'ordre de 6 %) ;
- dans la seconde, alors que trois des quatre fragments pris dans la balle montrent une même homogénéité, le quatrième fragment est singulièrement différent (près de trois fois moins d'antimoine) ;
- dans la troisième, alors que trois des quatre fragments montrent une même homogénéité, le quatrième fragment est aussi fort différent (une fois et demi plus d'antimoine).

Dès lors qu'on ne peut parler d'homogénéité dans une même balle, il ne semble plus possible de conclure qu'on a affaire à deux balles différentes lorsqu'on a des concentrations différentes : il peut s'agir de deux fragments provenant d'une même balle qui est elle-même de concentration en antimoine hétérogène. Guinn avait identifié cette question, mais estimait avoir démontré l'existence d'une raisonnable homogénéité à l'intérieur de balles individuelles.
Un autre point de friction entre défenseurs et adversaires des résultats de Guinn porte sur la probabilité que deux balles différentes pourraient contenir des concentrations en argent et antimoine similaires.
Depuis 1998, différents articles scientifiques défendant l'une ou l'autre position ont été publiés. On peut notamment relever un article de 2004 du professeur Ken Rahn et de Larry Sturdivan, dont la conclusion clé est que la probabilité que le fragment CE842 (le fragment venant du poignet de Connally) ne vienne pas de la base de CE399 (la balle retrouvée à l'hôpital) était quasiment inexistante. Leurs conclusions ont été critiquées dans un article publié en 2006 dans le Journal of Forensic Science par le Dr Erik Randich et le Dr Patrick Grant. Leur article conclut que des erreurs d'analyse et de statistique ont été commises par Guinn et les précédents auteurs, et que les résultats de Guinn peuvent correspondre à n'importe quel nombre de balles entre deux et cinq. Cette conclusion a, à son tour, été critiquée par Sturdivan, qui estime que Randich et Grant ont artificiellement augmenté les erreurs de mesure et relève que sa propre analyse est empiriquement soutenue par le fait que les mesures faites par le FBI en 1964, sur des échantillons distincts, étaient proches des résultats de Guinn .

## Les conclusions du HSCA
Sur la base des conclusions de différentes expertises :
- photographiques, ayant examiné les photos et films disponibles ;
- médicales, ayant examiné les pièces médicales ;
- balistiques ;

qui se trouvaient confirmées par l'analyse de Guinn, le HSCA conclut que le président et le gouverneur avaient été blessés par une même balle, et que ce projectile est CE399.

## Derniers développements
Le 9 septembre 2023, The New York Times a publié un article intitulé : "Un témoin de l’assassinat de J.F.K. brise son silence et soulève de nouvelles questions",,. L’article est signé Peter Baker, correspondant en chef du New York Times à la Maison-Blanche, qui couvre le président Joe Biden et son administration.
Le 14 septembre 2023, Pierre Bouvier a relayé l’information dans un article du Monde : "Assassinat de John F. Kennedy : Paul Landis, un ex-agent du Secret Service, remet en cause la théorie de la « balle magique »". Dans les jours qui suivirent, la presse américaine et européenne a repris l’information.
Le 22 novembre 1963, Paul Landis, l'un des huit agents du Secret Service qui suivait à 5 mètres la Lincoln Continental bleu nuit du président John Fitzgerald Kennedy (JFK) dans une Cadillac de 1955, sort de son silence. Dans The Final Witness, il donne une version des faits, différente de son rapport de l'époque, sur cet événement.
Jamais auditionné par la Commission Warren, Paul Landis affirme avoir retrouvé la balle unique (la balle magique) en premier, dans la Lincoln, à la place occupée par le président, après l’arrivée à l’hôpital, et l’avoir ramassée pour éviter qu’elle ne soit emportée par des chasseurs de souvenirs. Ce qui signifie qu’elle se serait logée dans le dos du président sans atteindre le gouverneur. L’agent affirme l’avoir ensuite placée à côté du corps du président, imaginant que cela permettrait aux médecins de comprendre ce qui s’était passé.
Interrogé par le New York Times, James Robenalt, avocat de Cleveland et auteur de plusieurs livres d’histoire, qui a longuement enquêté sur l’assassinat de JFK
,, estime que le témoignage de Paul Landis, s’il est vrai, "est susceptible de rouvrir la question du deuxième tireur". Selon lui, il n’est pas possible qu’un tir distinct ait pu provenir de Lee Harvey Oswald, qui n’aurait pas eu le temps de recharger aussi vite son fusil.

## Sources

### Sources en ligne
- Critiques de l'analyse par activation neutronique et conclusions de la science actuelle sur cette technique
- « The Single-Bullet Theory » sur le site de McAdams, une référence en matière de défenseurs de la théorie
- « The Single-Bullet Theory » sur le site de JFK Lancer, une référence en matière de critique de la théorie
- « The Single-Bullet Theory » sur le site du Dr Kenneth A. Rahn, une référence scientifique des chercheurs actuels
- Analyse, reproduction en 3D et validation de la théorie de la balle unique, par Dale Myers

Activation neutronique
- Témoignage du Dr Vincent Guinn devant le HSCA au sujet de l'analyse par activation neutronique